# Hokusai (film)
Pour les articles homonymes, voir Hokusai.
Pour plus de détails, voir Fiche technique et Distribution.
Hokusai est un film japonais réalisé par Hajime Hashimoto (ja), sorti en 2020.

## Synopsis
La vie du peintre Hokusai, de ses débuts alors qu'il commence à se faire un nom dans le monde des estampes, jusqu'à la fin de sa vie, toujours animée par le dessin.

## Fiche technique
Sauf indication contraire, les informations mentionnées dans cette section peuvent être confirmées par la base de données cinématographiques IMDb,  présente dans la section « Liens externes ».
- Titre original et français : Hokusai
- Réalisation : Hajime Hashimoto (ja)
- Scénario : Ren Kawahara (ja)
- Musique : Gorō Yasukawa
- Décors : Takamasa Suzumura[1]
- Costumes : Masae Miyamoto[1]
- Photographie : Akihiko Nihonmatsu[1]
- Son : Kenji Shibasaki[1]
- Montage : Shūichi Kakesu (ja)[1]
- Production : Ken'ichi Nakayama[1]
- Coproduction : Daisuke Yoshiwara[1]
- Production déléguée : Yoshio Hosono[1]
- Société de production : Pipeline[1]
- Sociétés de distribution : SDP[1] (Japon) ; Art House Films (France)
- Pays de production :  Japon
- Langue originale : japonais
- Format : couleur - 1,85:1[1]
- Genre : biographie
- Durée :
  - 129 minutes (Japon)[1]
  - 90 minutes (France)[2]
- Dates de sortie :
  - Japon : 9 novembre 2020 (Festival international du film de Tokyo)[3] ; 28 mai 2021 (sortie nationale)[1]
  - France : 26 avril 2023

## Distribution
- Min Tanaka : Hokusai Katsushika, âgé
  - Yūya Yagira : Hokusai Katsushika, jeune
- Hiroshi Abe : Juzaburo Tsutaya
- Munetaka Aoki (en) : Kozan Takai
- Haruka Imō : Asayuki
- Eita Nagayama : Tanehiko Ryutei
- Miori Takimoto : Koto
- Hiroshi Tamaki : Utamaro Kitagawa
- Kanji Tsuda : Goemon Nagai
- Yuki Tsujimoto : Bakin Takizawa
- Seishū Uragami : Sharaku Toshusai

## Sortie

### Accueil critique
En France, le site Allociné propose une moyenne de 3,2⁄5, fondée sur 21 critiques de presse.